# Serpulaceae
Serpulaceae es una familia de hongo en el orden Boletales. Según el Dictionary of the Fungi (10.ª edición, 2008), la familia posee 4 géneros y 20 especies. Sin embargo los análisis filogenéticos moleculares  indican que el género Neopaxillus, que anteriormente estaba ubicado en esta familia, corresponde a la familia Crepidotaceae en el orden Agaricales.